# Nathalie Heinz
Nathalie Heinz (* 13. Juni 1981) ist eine deutsche Rollkunstläuferin und mehrfache Welt- und Europameisterin in der Pflicht (Seniorenklasse).

## Leben
Dreijährig und als Tochter der ehemals aktiven Eiskunstläuferin Renate Heinz begann Nathalie früh die Ausbildung zur Rollkunstläuferin im 1. Hanauer Roll- und Eissport-Club 1924 e.V.
Nach ihrem Abitur im Jahre 2000, studierte sie erfolgreich Sportwissenschaften, Sportmedizin und Psychologie. Heute arbeitet sie u. a. als C-Trainerin im Rollkunstlauf.
Ihre größten Erfolge sind – neben mehreren Europameistertiteln – die beiden Weltmeistertitel in der Pflicht der Senioren im Jahre 2003 und 2004. Nach einer schweren Verletzung im Jahre 2005, in dem Nathalie Heinz noch einmal Vizeweltmeisterin wurde, beendete sie ihre aktive sportliche Laufbahn. Allerdings sieht man sie hin und wieder noch auf Rollen, etwa als Dorothy in der Hanauer Rollkunstshow „Der Zauberer von Oz“.
Nach dem Ende ihrer aktiven Laufbahn arbeitet sie international als Rollkunstlauf-Trainerin.

## Sportliche Erfolge
- 1999 Weltmeisterschaften der Junioren: 3. Platz in der Kombination
- 2000 Europameisterschaften der Senioren: 2. Platz in der Pflicht
- 2002 Weltmeisterschaften der Senioren: 2. Platz in der Pflicht
- 2003 Weltmeisterschaften der Senioren: 1. Platz in der Pflicht
- 2004 Weltmeisterschaften der Senioren: 1. Platz in der Pflicht
- 2004 Europameisterschaften der Senioren: 1. Platz in der Pflicht
- 2005 Weltmeisterschaften der Senioren: 2. Platz in der Pflicht
- 2005 Europameisterschaften der Senioren: 1. Platz in der Pflicht
- 2005 Deutsche Meisterschaften: 1. Platz in der Pflicht, 5. Platz in der Kür und 1. Platz in der Kombination